# 美國戰爭部
美國戰爭部（United States Department of War）是一個已經廢除的美國內閣部級單位，負責管轄美國陸軍并維護其裝備。在1798年美國海軍部建立和1947年美國空軍部建立之前，亦曾負責相關單位。其首長是美國戰爭部長。
美國戰爭部建立於1789年，第一任部長是亨利·諾克斯。
直到1947年9月18日才分成美國陸軍部和空軍部，另外還有一部分和海軍部一起形成了“國家軍事機構”（National Military Establishment），即1949年改名的美國國防部。

## 外部連結
- Reconstruction of War Department Records from 1784-1800
- Official Reports of the War of the Rebellion {US Civil War} 1861-1865 {published 1880–1901} （页面存档备份，存于）
- US Army General Orders for 1885 （页面存档备份，存于）
- U.S. War Department, Operations Division Diary, 1941-1946, Dwight D. Eisenhower Presidential Library （页面存档备份，存于）
- United States Department of War的作品  - 古騰堡計劃
- American State Papers, 1789 to 1837 （页面存档备份，存于） – Library of Congress